# Feminizm na Tajwanie
Feminizm na Tajwanie – na początku XX w. na Tajwanie zaczęły pojawiać się organizacje feministyczne oraz myśl feministyczna postulująca równość ekonomiczną, polityczną i społeczną kobiet. Ruchy kobiet na Tajwanie pojawiły się w latach 20. XX w. Przetrwały do roku 1930. Od wczesnych lat 70. XX wieku na Tajwanie ponownie pojawiły się organizacje feministyczne, których działalność kontynuowana jest do tej pory. Kolejne pojawianie się i zanikanie ruchów feministycznych można powiązać ze zmieniającym się układem sił politycznych na Tajwanie w XX w. W czasach umiarkowanego autorytaryzmu ruchy kobiet pojawiały się i działały w ramach oficjalnego systemu. Podczas rządów silnie autorytarnych organizacje te nie miały realnej siły politycznej i upadały.

## Historia ruchu feministycznego

### Lata 20. XX w.
Lata 20. XX w. przypadają na okres panowania japońskiego na Tajwanie. W czasie okupacji pojawiają się pierwsze ruchy feministyczne na wyspie. Rozwój tych idei był możliwy, ponieważ ówcześnie panująca klasa polityczna tolerowała różnorodność światopoglądów. W 1919 roku doszło do zmiany w strukturach władzy, militarne władze japońskie zastąpiono cywilnym gubernatorem, który zapewnił mieszkańcom Tajwanu pewne wolności polityczne. W takiej atmosferze organizacje kobiece były ważną częścią systemu społecznego i politycznego. W tym okresie można wyróżnić dwa typy ruchów kobiecych, organizacje autonomiczne, niezależne od rządu oraz organizacje przyrządowe. Niezależne ruchy feministyczne wywodziły się wprost z tajwańskiego społeczeństwa, działały bardzo aktywnie na rzecz praw kobiet i nie były pod bezpośrednim zwierzchnictwem władz. Organizacje stowarzyszone z władzami kolonialnymi były bardziej pasywne i w swojej działalności nie wykraczały poza ramy nakreślone przez administrację. Na początku lat 20. wywiązała się współpraca między tajwańskimi lekarzami a japońską administracją kolonialną dążąca do zniesienia zwyczaju krępowania stóp u kobiet. Rząd zachęcał rodziców do zaprzestania tych praktyk, co ułatwiało dostęp do edukacji dla dziewcząt, a w dalszej kolejności znalezieniem pracy. W tym czasie wiele osób spośród tajwańskiej młodzieży wyjeżdżało na studia do Japonii. Stamtąd przywozili do kraju nowe idee feminizmu liberalnego i na tej podstawie budowali swoje ruchy.

### Lata 30. XX w.
W 1931 roku nastąpiła inwazja japońska na Mandżurię, a wraz z nią nasilenie nastrojów militarystycznych w Japonii i w koloniach. W tej atmosferze politycznej, niezależne ruchy kobiece nie miały szans przetrwania i w konsekwencji przestały działać. W czasie działań wojennych od lat 30. do porażki w II wojnie światowej, rządy japońskie na Tajwanie przybrały bardziej autorytarny wymiar. W tym czasie jedynie przyrządowe organizacje kobiece mogły kontynuować swoją aktywność. Ich działalność skupiała się wokół mobilizowania do wsparcia wojennych wysiłków armii japońskiej, jak również asymilacji tajwańskich kobiet do społeczeństwa japońskiego.

### Po roku 1945
Po porażce Japonii w II wojnie światowej, Tajwan przeszedł pod władzę Republiki Chińskiej pod rządami Kuomintangu. Rok później, w 1946, powstała stowarzyszona z partią organizacja na rzecz walki o prawa kobiet „Taiwansheng funühui” („Taiwan Provincial Women’s Association”). W związku z tym większość działaczy feministycznych oraz osób związanych z tą ideologią współpracowała z władzami. Zwłaszcza po roku 1947, kiedy miał miejsce incydent 28 lutego, tajwańscy komentatorzy życia politycznego nie wychodzili poza oficjalnie obowiązującą linię partyjną. Po przeniesieniu ośrodka władzy z Chin kontynentalnych na Tajwan, Kuomintang powołał do życia kolejne organizacje kobiece. Były one jednak głównie używane do promowania haseł antykomunistycznych.

### Lata 70. i 80.
W roku 1972 władzę objął syn Czang Kaj-szeka, Chiang Ching-kuo. Złagodził autokratyczną politykę ojca, pozwolił na większą otwartość w głoszeniu poglądów politycznych, tym samym tworząc wstępne warunki do ponownego rozwoju ruchów kobiecych. To czas powrotu do działań zarzuconych pod koniec lat 20. Nastąpił rozwój niezależnych ruchów feministycznych. Lata 70. to również początek działalności organizacji feministycznych pod przewodnictwem Annette Lu, działaczki społecznej i politycznej. Jest ona autorką pierwszej książki feministycznej opublikowanej na Tajwanie „Xin Nüxing Zhuyi” („Nowy Feminizm”, „New Feminism”). Krytykowała w niej nierówności w dostępie do edukacji pod względem płci, niższe płace dla kobiet, dyskryminację na tle seksualnym kobiet i umniejszanie ich pozycji w konfucjańskim systemie wartości. Oprócz działań na rzecz rozwoju myśli feministycznej na Tajwanie, Annette Lu poświęciła swoje życie zawodowe na walkę z Kuomintangiem o swobody obywatelskie i wolność polityczną na Tajwanie. Stała się liderem sprzeciwu ruchów feministycznych wobec rządzącej partii kuomintangowskiej. W latach 2000–2008 objęła urząd wiceprezydenta Republiki Chińskiej. W roku 1985 na Tajwanie powstał pierwszy ośrodek naukowy zajmujący się studiami na temat kobiet „Women’s Research Program” z siedzibą na Narodowym Uniwersytecie Tajwańskim (Taiwan Guoli Daxue) w Tajpej. W tym samym roku zorganizowano międzynarodową konferencję naukową na temat studiów kobiecych, która zaowocowała anglojęzycznymi publikacjami tajwańskich badaczek.

## Ideologia feministyczna
Tajwański feminizm rodził się w oparciu o dyskurs zachodniej liberalnej myśli feministycznej oraz w opozycji do paternalistycznej wizji społeczeństwa wywodzącej się z nauk Konfucjusza. Ideologia feministyczna rozwijała się głównie pośród członków klasy średniej i obejmowała wolność społeczną, finansową i polityczną. Przedstawiciele tego ruchu nie występowali przeciwko gospodarce kapitalistycznej, ich celem było dopasowanie jej do potrzeb ludzi. Działali w ramach obowiązującego prawa i systemu politycznego. Zarówno w latach 20., jak i po roku 1972 organizacje na rzecz praw kobiet postulowały umożliwienie kobietom realnego działania w świecie zdominowanym przez mężczyzn. Jednakże w społeczeństwie tajwańskim bardzo duży nacisk kładziony jest na dbałość o rodzinę, dlatego też w tajwańskim feminizmie pojawiają się wątki wolności społecznej dla kobiet, przy jednoczesnym poświęceniu sprawom domowym i trosce o życie rodzinne.
Znakomita badaczka myśli feministycznej Yenlin Ku podzieliła tajwański nurt feministyczny na cztery fazy:
1. okres przed 1972 rokiem, o którym jest mało informacji naukowych;
2. pierwsza fala (1972–1982), kiedy ilość badań nad feminizmem wzrosła, ponieważ pojawiły się główne koncepcje zachodniej myśli feministycznej
3. pojawieniu się drugiej fali (1982–1993) towarzyszyło wejście studiów na temat kobiet do ośrodków akademickich i pojawienie się jasnego rozróżnienia między kobietami-naukowcami wywodzącego się z feministycznego i nie feministycznego środowiska;
4. trzecia fala (od 1993), kiedy studia na temat kobiet łączą się z ruchem feministycznym[9].

## Literatura naukowa o tajwańskim feminizmie
Od lat 90. XX w. pojawiło się wiele pozycji przedstawiających historię i analizujących idee tajwańskich ruchów feministycznych. W roku 1993 Yang Ts’ui napisała książkę „The Taiwanese Women’s Liberation Movement under Japanese Rule”, w której przedstawia idee feministyczne lat 20. W tym samym roku pojawia się również czasopismo „Research on Women in Modern Chinese History”, wydawane przez jeden z najważniejszych ośrodków naukowych na Tajwanie, Academia Sinica, w którym również można znaleźć artykuły dotyczące losów tajwańskich kobiet podczas rządów kolonialnych. W roku 2004 ukazała się książka „Women in the New Taiwan”, grupowe wydawnictwo traktujące o kwestiach związanych z feminizmem, opisywanym z perspektywy tajwańskiej historii. W 2009 roku wydano książkę „Women’s Movements in Twentieth-Century Taiwan” autorstwa Doris T. Chang. Jest to próba opisana historii ruchów feministycznych na Tajwanie .